# Coupe d'Angleterre de football 1882-1883
Navigation
Coupe d'Angleterre 1881-1882 Coupe d'Angleterre 1883-1884
La Coupe d'Angleterre de football 1882-1883 est la 12e édition de la Coupe d'Angleterre de football. 
Les tenants du titre, Old Etonians, sont battus en finale après prolongations par le club ouvrier du Blackburn Olympic sur le score de 2 buts à 1. C'est la première fois qu'une équipe issue du Nord de l'Angleterre remporte la compétition.

## Premier tour
- Darwen 4 – 1 Blackburn Park Road (21 octobre)
- Reading (exempt)
- Barnes 2 – 4 Brentwood (28 octobre)
- Royal Engineers 3 – 1 Woodford Bridge (21 octobre)
- Maidenhead 0 – 2 Old Westminsters (4 novembre)
- Clapham Rovers 3 – 0 Kildare (4 novembre)
- Upton Park (exempt)
- Windsor Home Park 3 – 0 Acton (4 novembre)
- Old Etonians 1 – 1 Old Foresters (4 novembre)
- Swifts 4 – 1 Highbury Union (4 novembre)
- Rochester 2 – 0 Hotspur (4 novembre)
- Druids 1 – 1 Oswestry (4 novembre)
- Notts County 6 – 1 Sheffield (4 novembre)
- Nottingham Forest – Brigg Britannia (forfait)
- West End 1 – 3 Hendon (4 novembre)
- Blackburn Rovers 11 – 1 Blackpool St John's (23 octobre)
- Hanover United 1 – 0 Mosquitos (4 novembre)
- Aston Villa 4 – 1 Walsall Swifts (21 octobre)
- Old Carthusians 6 – 0 Pilgrims (21 octobre)
- Sheffield Wednesday 12 – 2 Spilsby (4 novembre)
- Blackburn Olympic 6 – 3 Accrington (4 novembre)
- Reading Minster – Remnants (forfait)
- Dreadnought 1 – 2 South Reading (21 octobre, match annulé)
- Mitchell St George's 4 – 1 Calthorpe (28 octobre)
- Small Heath Alliance 3 – 3 Stafford Road (11 novembre)
- Sheffield Heeley (exempt)
- Bolton Wanderers 6 – 1 Bootle (4 novembre)
- Lockwood Brothers 4 – 3 Macclesfield Town (4 novembre)
- Darwen Ramblers 5 – 2 South Shore (14 octobre)
- Chatham (exempt)
- Grimsby Town – Queen's Park (forfait)
- Walsall Town 4 – 1 Staveley (21 octobre)
- Northwich Victoria 3 – 2 Astley Bridge (28 octobre)
- Etonian Ramblers 6 – 2 Romford (21 octobre)
- Hornchurch 0 – 2 Marlow (28 octobre)
- Church 5 – 0 Clitheroe (2 septembre)
- Chesterfield Spital 1 – 7 Wednesbury Old Athletic (4 novembre)
- Bolton Olympic 4 – 7 Eagley (4 novembre)
- Aston Unity (exempt)
- Irwell Springs 2 – 5 Lower Darwen (28 octobre)
- Halliwell 3 – 2 Great Lever (21 octobre)
- Phoenix Bessemer – Grantham (forfait)
- United Hospital 3 – 0 London Olympic (4 novembre)
- Haslingden (exempt)
- Liverpool Ramblers 1 – 1 Southport Central (21 octobre)

Matches rejoués :
- Old Etonians 3 – 1 Old Foresters (18 novembre)
- Oswestry 0 – 2 Druids (18 novembre)
- Dreadnought 1 – 2 South Reading (4 novembre)
- Stafford Road 6 – 2 Small Heath Alliance (18 novembre)
- Southport Central 0 – 4 Liverpool Ramblers (4 novembre)

## Deuxième tour
- Darwen 1 – 0 Blackburn Rovers (2 décembre)
- Royal Engineers 8 – 0 Reading (29 novembre)
- Marlow – Reading Minster (forfait)
- Clapham Rovers 7 – 1 Hanover United (2 décembre)
- Windsor Home Park 3 – 1 United Hospital (30 novembre)
- Old Etonians 2 – 1 Brentwood (2 décembre)
- Swifts 2 – 2 Upton Park (30 novembre)
- Rochester (exempt)
- Druids 5 – 0 Northwich Victoria (9 décembre)
- Notts County (exempt)
- Hendon 2 – 1 Chatham (2 décembre)
- Nottingham Forest 7 – 2 Sheffield Heeley (2 décembre)
- Eagley 3 – 1 Halliwell (2 décembre)
- Aston Villa 4 – 1 Wednesbury Old Athletic (18 novembre)
- Old Carthusians 7 – 0 Etonian Ramblers (2 décembre)
- Sheffield Wednesday 6 – 0 Lockwood Brothers (2 décembre)
- Blackburn Olympic 8 – 1 Lower Darwen (9 décembre)
- Bolton Wanderers 3 – 0 Liverpool Ramblers (2 décembre)
- Darwen Ramblers 3 – 2 Haslingden (2 décembre)
- Grimsby Town 1 – 9 Phoenix Bessemer (25 novembre)
- Walsall Town 4 – 1 Stafford Road (2 décembre)
- Church (exempt)
- Aston Unity 3 – 1 Mitchell St George's (2 décembre)
- South Reading (exempt)
- Old Westminsters (exempt)

Match rejoué :
- Swifts 3 – 2 Upton Park (2 décembre)

## Troisième tour
- Royal Engineers (exempt)
- Marlow (exempt)
- Clapham Rovers 3 – 0 Windsor Home Park (6 janvier)
- Old Etonians 7 – 0 Rochester (16 décembre)
- Swifts (exempt)
- Druids 0 – 0 Bolton Wanderers (6 janvier)
- Notts County 4 – 1 Phoenix Bessemer (27 décembre)
- Hendon 11 – 1 South Reading (6 janvier)
- Nottingham Forest 2 – 2 Sheffield Wednesday (6 janvier)
- Eagley (exempt)
- Aston Villa 3 – 1 Aston Unity (6 janvier)
- Old Carthusians 3 – 2 Old Westminsters (16 décembre)
- Blackburn Olympic 8 – 0 Darwen Ramblers (16 décembre)
- Walsall Town (exempt)
- Church 2 – 2 Darwen (6 janvier)

Matches rejoués :
- Sheffield Wednesday 3 – 2 Nottingham Forest (13 janvier)
- Darwen 0 – 2 Church (20 janvier)
- Bolton Wanderers 1 – 1 Druids
- Druids 1 – 0 Bolton Wanderers (29 janvier)

## Quatrième tour
- Marlow 0 – 3 Hendon (3 février)
- Clapham Rovers (exempt)
- Old Etonians 2 – 0 Swifts (24 janvier)
- Druids 2 – 1 Eagley (10 février)
- Aston Villa 2 – 1 Walsall Town (27 janvier)
- Old Carthusians 6 – 2 Royal Engineers (25 janvier)
- Sheffield Wednesday 1 – 4 Notts County (12 février)
- Blackburn Olympic 2 – 0 Church (3 février)

## Cinquième tour
- Notts County 4 – 3 Aston Villa (3 mars)
- Hendon 2 – 4 Old Etonians (3 mars)
- Old Carthusians 5 – 3 Clapham Rovers (20 février)
- Blackburn Olympic 4 – 1 Druids (24 février)

## Demi-finales
- Old Etonians 2 – 1 Notts County (17 mars)
- Blackburn Olympic 4 – 0 Old Carthusians (17 mars)

## Finale
| Titulaires : |  |
| |  |
| * Thomas Hacking - James Ward - Albert Warburton - Thomas Gibson - William Astley - Jack Hunter - Thomas Dewhurst - Arthur Matthews - George Wilson - Jimmy Costley - John Yates |  |

| Titulaires : |  |
| |  |
| * John Rawlinson - Thomas French - Percy de Paravicini - Arthur Kinnaird - Charles Foley - Arthur Dunn - Herbert Bainbridge - John Chevallier - William Anderson - Harry Goodhart - Reginald Macauley |  |

| Titulaires : |  |
| |  |
| * Thomas Hacking - James Ward - Albert Warburton - Thomas Gibson - William Astley - Jack Hunter - Thomas Dewhurst - Arthur Matthews - George Wilson - Jimmy Costley - John Yates |  |

| Titulaires : |  |
| |  |
| * John Rawlinson - Thomas French - Percy de Paravicini - Arthur Kinnaird - Charles Foley - Arthur Dunn - Herbert Bainbridge - John Chevallier - William Anderson - Harry Goodhart - Reginald Macauley |  |